# Lubret-Saint-Luc
Lubret-Saint-Luc est une commune française située dans le nord du département des Hautes-Pyrénées, en région Occitanie. Sur le plan historique et culturel, la commune est dans l’ancien comté de Bigorre, comté historique des Pyrénées françaises et de Gascogne.
Exposée à un climat océanique altéré, elle est drainée par le Bouès et par divers autres petits cours d'eau. La commune possède un patrimoine naturel remarquable composé d'une zone naturelle d'intérêt écologique, faunistique et floristique.
Lubret-Saint-Luc est une commune rurale qui compte 61 habitants en 2022, après avoir connu un pic de population de 423 habitants en 1846. .
Ses habitants sont appelés les Lubrelucois.

## Géographie

### Localisation
La commune de Lubret-Saint-Luc se trouve dans le département des Hautes-Pyrénées, en région Occitanie.
Elle se situe à 21 km à vol d'oiseau de Tarbes, préfecture du département, et à 6 km de Trie-sur-Baïse, bureau centralisateur du canton des Coteaux dont dépend la commune depuis 2015 pour les élections départementales.
La commune fait en outre partie du bassin de vie de Trie-sur-Baïse.
Les communes les plus proches sont : 
Luby-Betmont (2,3 km), Antin (2,3 km), Vidou (2,6 km), Lalanne-Trie (3,0 km), Lapeyre (3,1 km), Osmets (3,2 km), Bouilh-Devant (3,8 km), Villembits (4,0 km).
Sur le plan historique et culturel, Lubret-Saint-Luc fait partie de l’ancien comté de Bigorre, comté historique des Pyrénées françaises et de Gascogne créé au IXe siècle puis rattaché au domaine royal en 1302, inclus ensuite au comté de Foix en 1425 puis une nouvelle fois rattaché au royaume de France en 1607. La commune est dans le pays de Tarbes et de la Haute Bigorre.

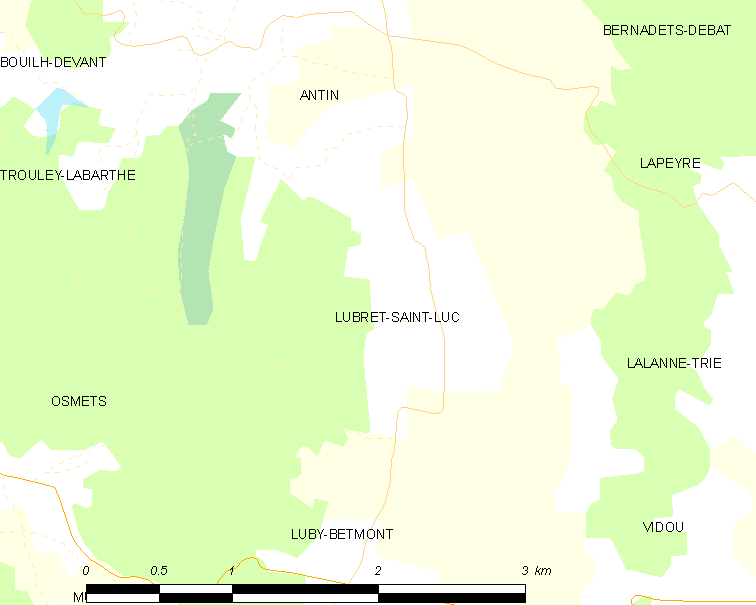
Carte de la commune de Lubret-Saint-Luc et des proches communes.

|        | Antin            | Lapeyre      |
| Osmets | Lubret-Saint-Luc | Lalanne-Trie |
|        | Luby-Betmont     | Vidou        |

### Hydrographie

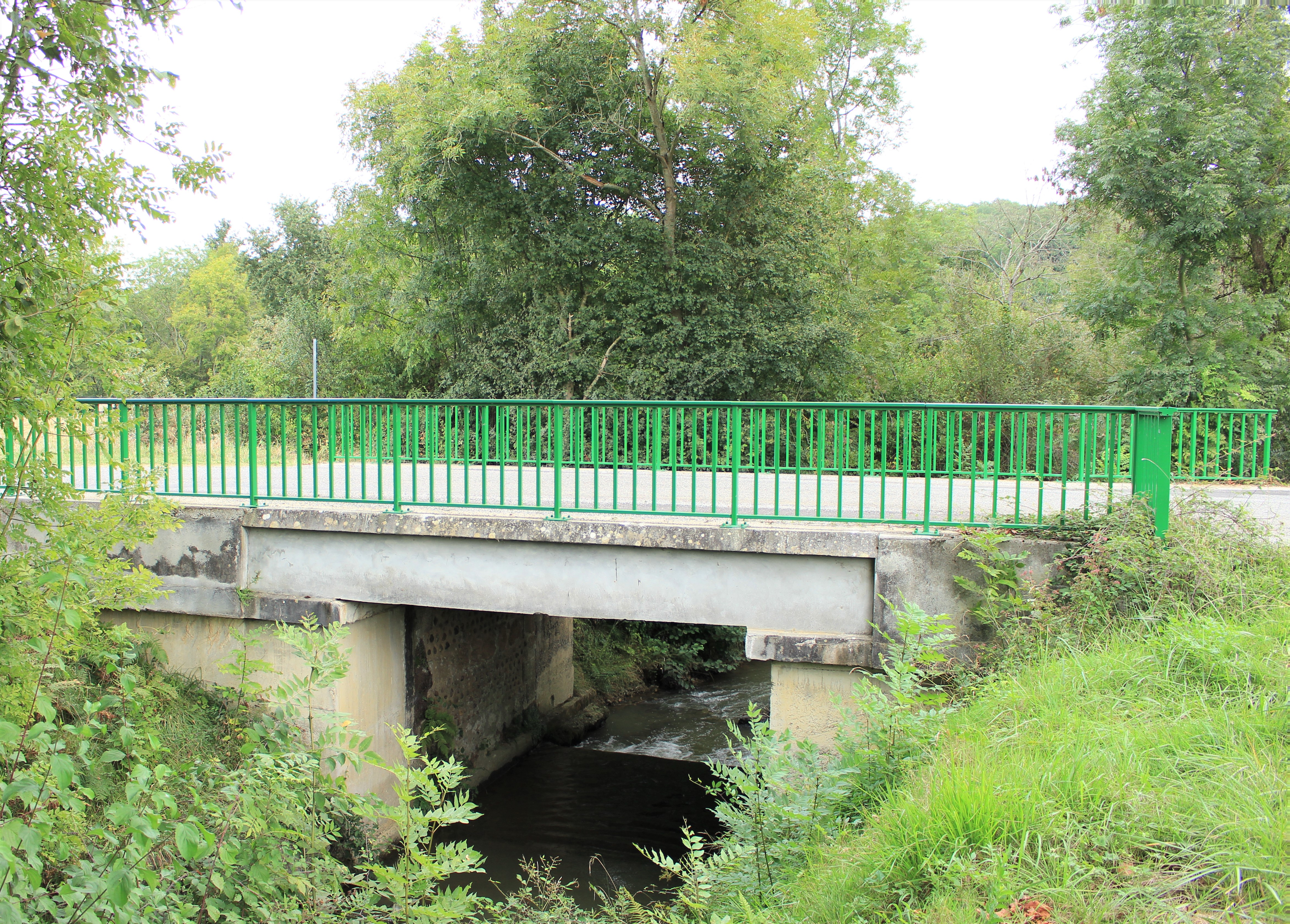
Le Bouès traversant Lubret-Saint-Luc.

La commune est dans le bassin de l'Adour, au sein du bassin hydrographique Adour-Garonne. Elle est drainée par le Bouès, le Roumégas, le Sarraillé, le ruisseau de la Peyrole et par deux petits cours d'eau, constituant un réseau hydrographique de 7 km de longueur totale,.
Le Bouès, d'une longueur totale de 62,5 km, prend sa source dans la commune de Burg et s'écoule vers le nord. Il traverse la commune et se jette dans l'Arros à Beaumarchés, après avoir traversé 32 communes.

### Climat
Le climat est tempéré de type océanique, en raison de l'influence proche de l'océan Atlantique situé à peu près 150 km plus à l'ouest. La proximité des Pyrénées fait que la commune profite d'un effet de foehn, il peut aussi y neiger en hiver, même si cela reste inhabituel.
| Mois                              | jan.  | fév.  | mars  | avril | mai   | juin  | jui.  | août  | sep.  | oct.  | nov.  | déc.  | année   |
| --------------------------------- | ----- | ----- | ----- | ----- | ----- | ----- | ----- | ----- | ----- | ----- | ----- | ----- | ------- |
| Température minimale moyenne (°C) | 0,6   | 1,3   | 2,7   | 5,2   | 8,3   | 11,6  | 14,1  | 13,9  | 11,7  | 8     | 3,6   | 1,3   | 6,9     |
| Température moyenne (°C)          | 5,3   | 6,1   | 7,8   | 10    | 13,3  | 16,7  | 19,3  | 19    | 17,2  | 13,3  | 8,5   | 5,8   | 11,9    |
| Température maximale moyenne (°C) | 9,9   | 11    | 12,9  | 14,8  | 18,3  | 21,7  | 24,5  | 24    | 22,6  | 18,6  | 13,4  | 10,4  | 16,8    |
| Ensoleillement (h)                | 108,8 | 118,8 | 155,6 | 157,2 | 181,3 | 191,5 | 215,5 | 196,4 | 194,5 | 164,4 | 124,4 | 104,4 | 1 912,8 |
| Précipitations (mm)               | 112,8 | 97,5  | 100,2 | 105,7 | 113,6 | 80,7  | 57,3  | 70,3  | 71    | 85,2  | 93    | 112,1 | 1 099,4 |

### Milieux naturels et biodiversité

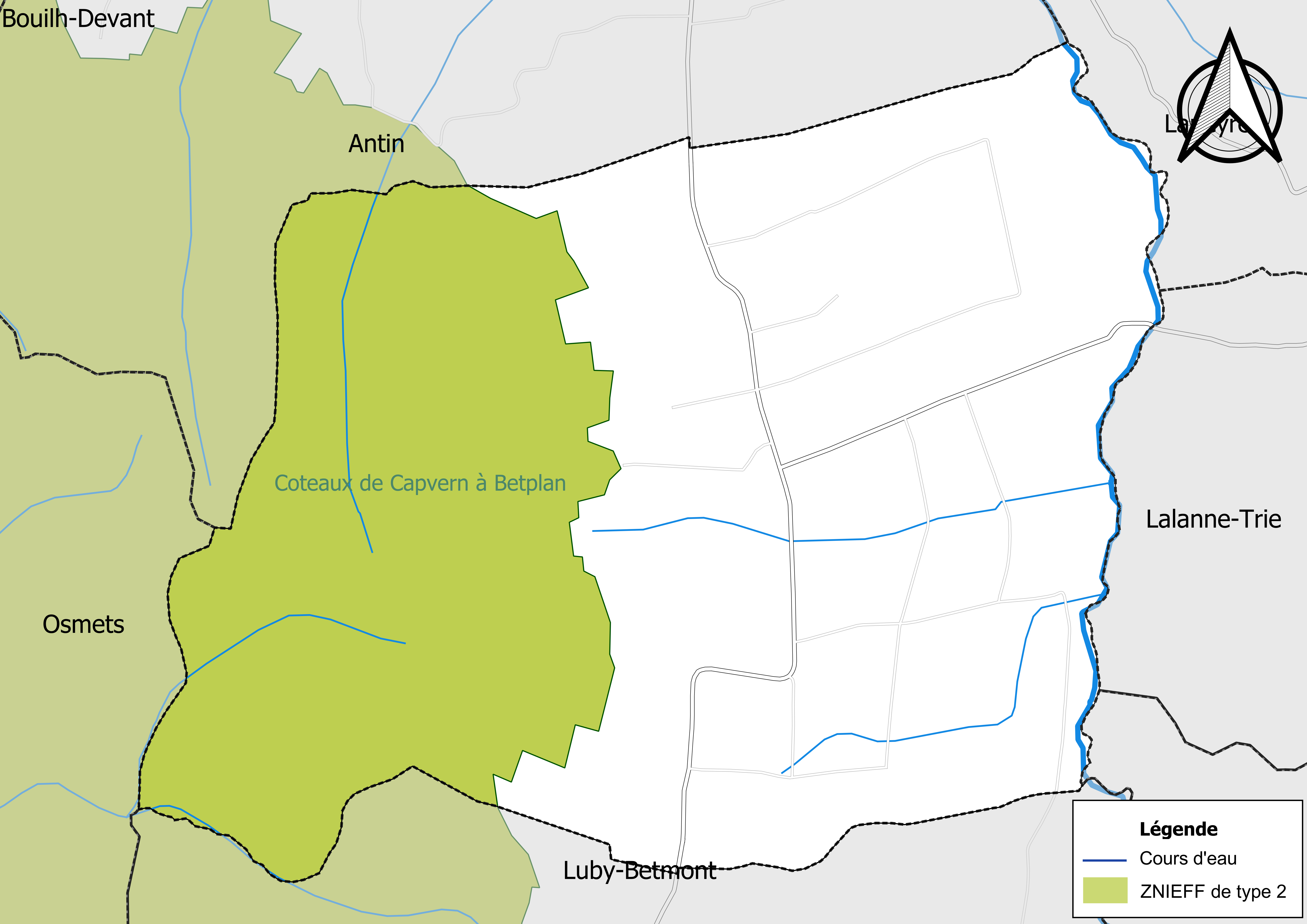
Carte de la ZNIEFF de type 2 localisée sur la commune.

L’inventaire des zones naturelles d'intérêt écologique, faunistique et floristique (ZNIEFF) a pour objectif de réaliser une couverture des zones les plus intéressantes sur le plan écologique, essentiellement dans la perspective d’améliorer la connaissance du patrimoine naturel national et de fournir aux différents décideurs un outil d’aide à la prise en compte de l’environnement dans l’aménagement du territoire.
Une ZNIEFF de type 2 est recensée sur la commune :
les « coteaux de Capvern à Betplan » (10 246 ha), couvrant 46 communes dont huit dans le Gers et 38 dans les Hautes-Pyrénées.

## Urbanisme

### Typologie
Au 1er janvier 2024, Lubret-Saint-Luc est catégorisée commune rurale à habitat très dispersé, selon la nouvelle grille communale de densité à sept niveaux définie par l'Insee en 2022.
Elle est située hors unité urbaine et hors attraction des villes,.

### Occupation des sols
L'occupation des sols de la commune, telle qu'elle ressort de la base de données européenne d’occupation biophysique des sols Corine Land Cover (CLC), est marquée par l'importance des territoires agricoles (64,7 % en 2018), une proportion identique à celle de 1990 (64,7 %). La répartition détaillée en 2018 est la suivante : 
terres arables (40,2 %), forêts (35,3 %), zones agricoles hétérogènes (21,8 %), prairies (2,7 %).
L'IGN met par ailleurs à disposition un outil en ligne permettant de comparer l’évolution dans le temps de l’occupation des sols de la commune (ou de territoires à des échelles différentes). Plusieurs époques sont accessibles sous forme de cartes ou photos aériennes : la carte de Cassini (XVIIIe siècle), la carte d'état-major (1820-1866) et la période actuelle (1950 à aujourd'hui).

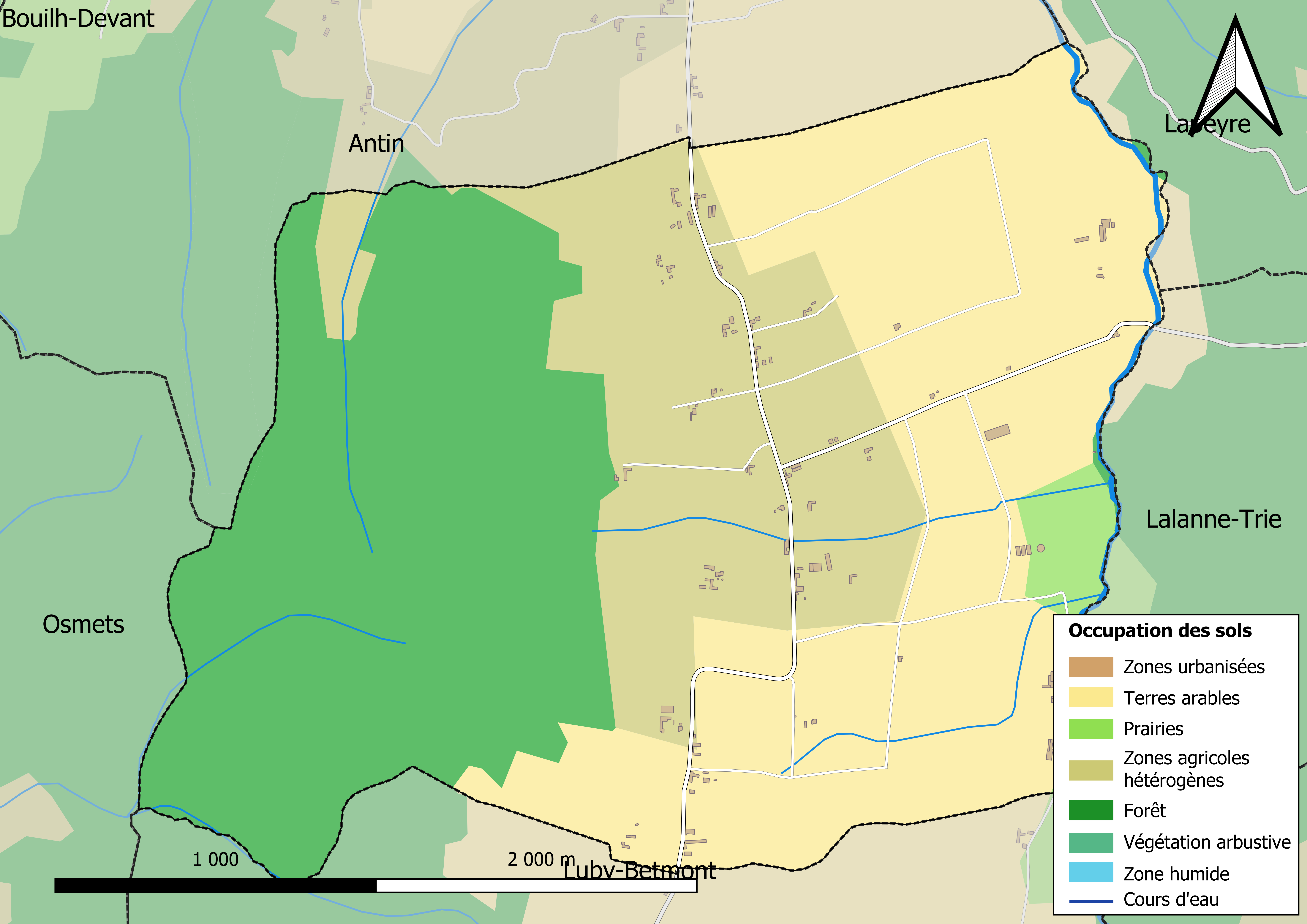
Carte des infrastructures et de l'occupation des sols en 2018 (CLC) de la commune.
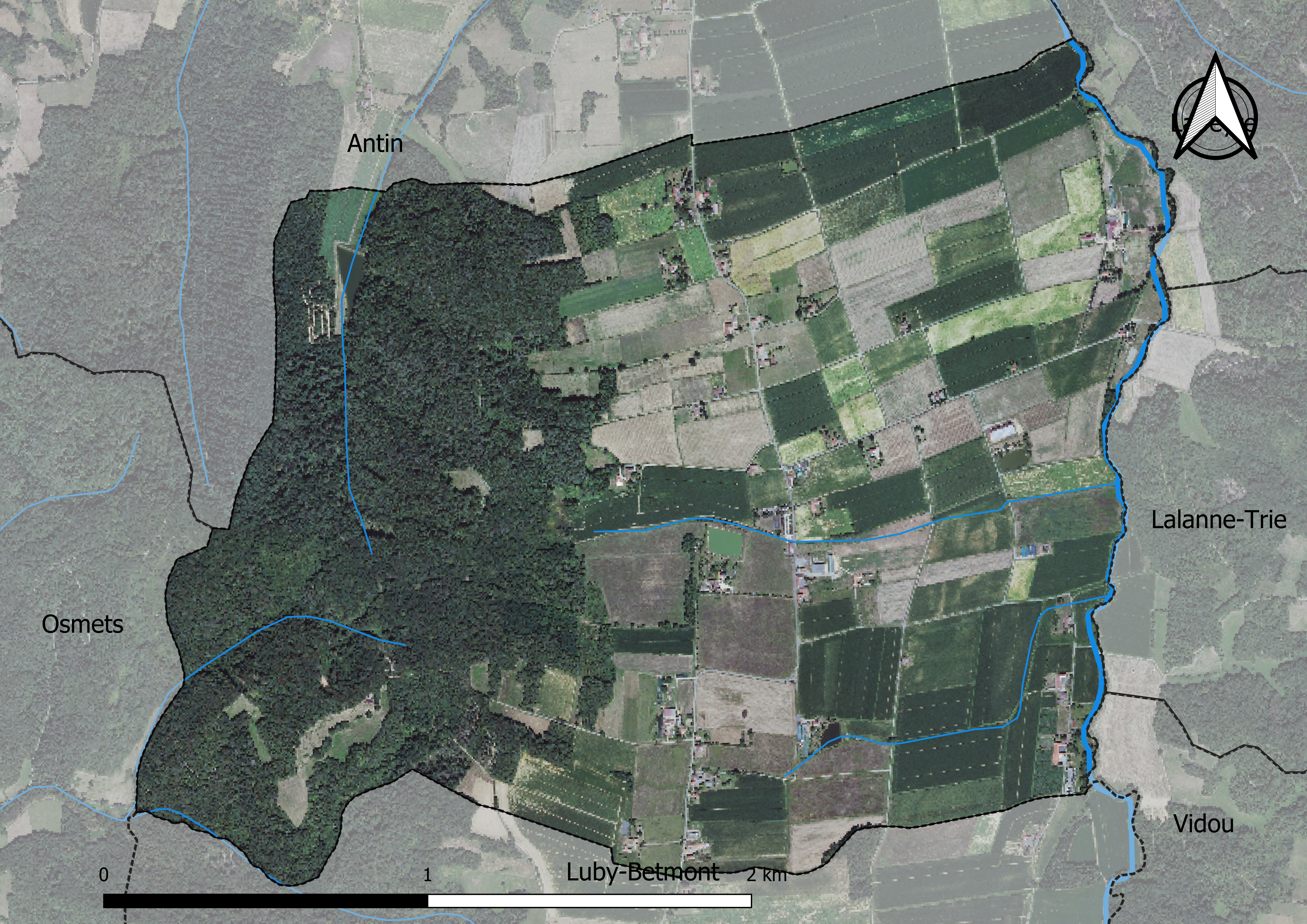
Carte orthophotogrammétrique de la commune.

### Logement
En 2012, le nombre total de logements dans la commune est de 40.

Parmi ces logements, 78.0   % sont des résidences principales, 17.1  % des résidences secondaires et 4.9   % des logements vacants.

### Voies de communication et transports
Cette commune est desservie par les routes départementales D 11 et D 611.

## Toponymie

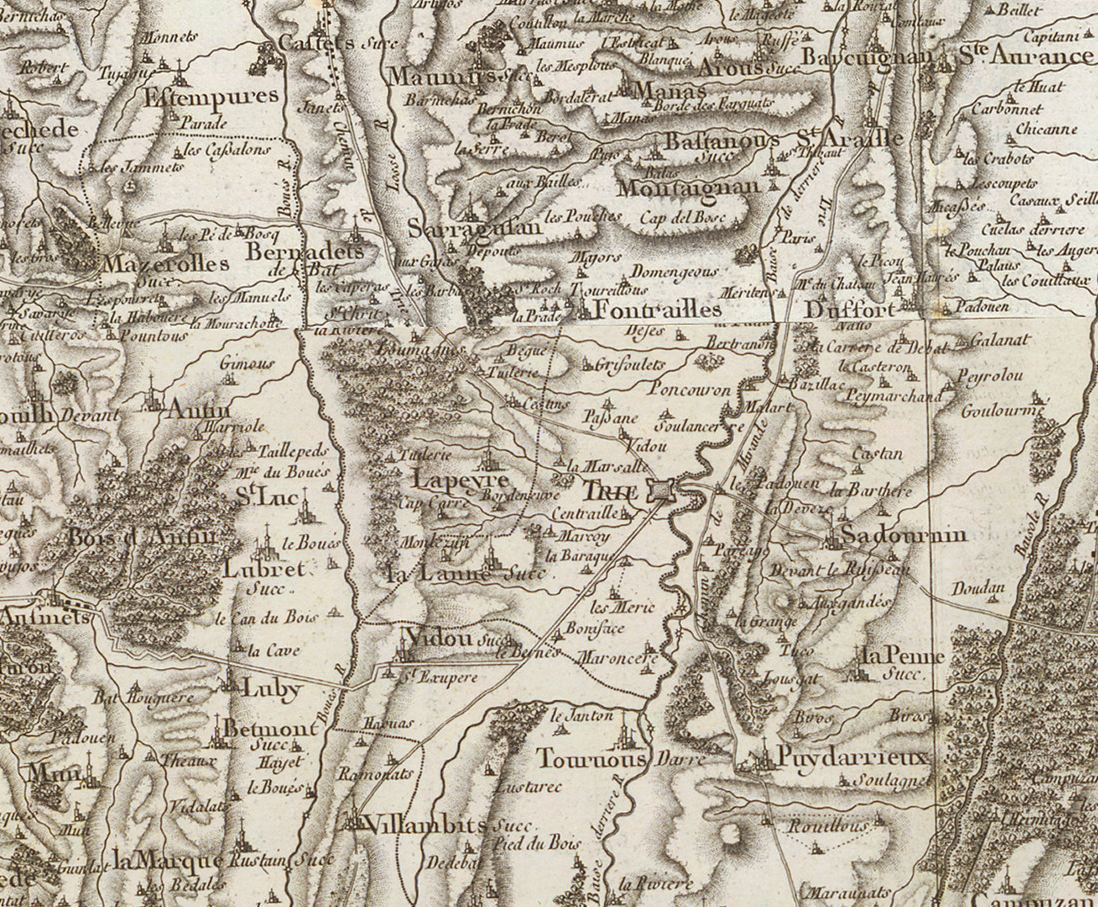
Extrait de la carte de Cassini (entre 1756 et 1789) situant Lubret-Saint-Luc à l'ouest de Trie-sur-Baïse.

On trouvera les principales informations dans le Dictionnaire toponymique des communes des Hautes Pyrénées de Michel Grosclaude et Jean-François Le Nail qui rapporte les dénominations historiques du village :

### Lubret
Dénominations historiques :
- Lubret (1429, censier de Bigorre) ;
- Lubret (fin XVIIIe siècle, carte de Cassini).

Étymologie : représente très probablement un diminutif de Luby, le village voisin (Luby).

Nom occitan : Lubret.

### Saint-Luc
Dénominations historiques :
- De Sancto Luca, latin (1342, pouillé de Tarbes) ;
- de Sancto Lucha, latin (1369, Larcher, Castelbajac ; 1389, ibid.) ;
- Sent Luc (1429, censier de Bigorre).

Étymologie : du nom de saint Luc l'Évangéliste.

Nom occitan : Sent Luc.

## Histoire
Canton de Trie depuis 1790, les communes de Saint-Luc et Lubret sont réunies en 1842.

### Cadastre napoléonien de Lubret-Saint-Luc
- Le plan cadastral napoléonien de Lubret est consultable sur le site des archives départementales des Hautes-Pyrénées[15].
- Le plan cadastral napoléonien de Saint-Luc est consultable sur le site des archives départementales des Hautes-Pyrénées[16].

## Politique et administration

### Liste des maires
| Période                                  | Période   | Identité          | Étiquette | Qualité |
| ---------------------------------------- | --------- | ----------------- | --------- | ------- |
| Les données manquantes sont à compléter. |           |                   |           |         |
|                                          |           |                   |           |         |
| mars 1995                                | mars 2001 | Christian Carrere |           |         |
| mars 2001                                | mars 2008 | Jean Serna        |           |         |
| mars 2008                                | En cours  | Michel Mouledous  |           |         |

### Rattachements administratifs et électoraux

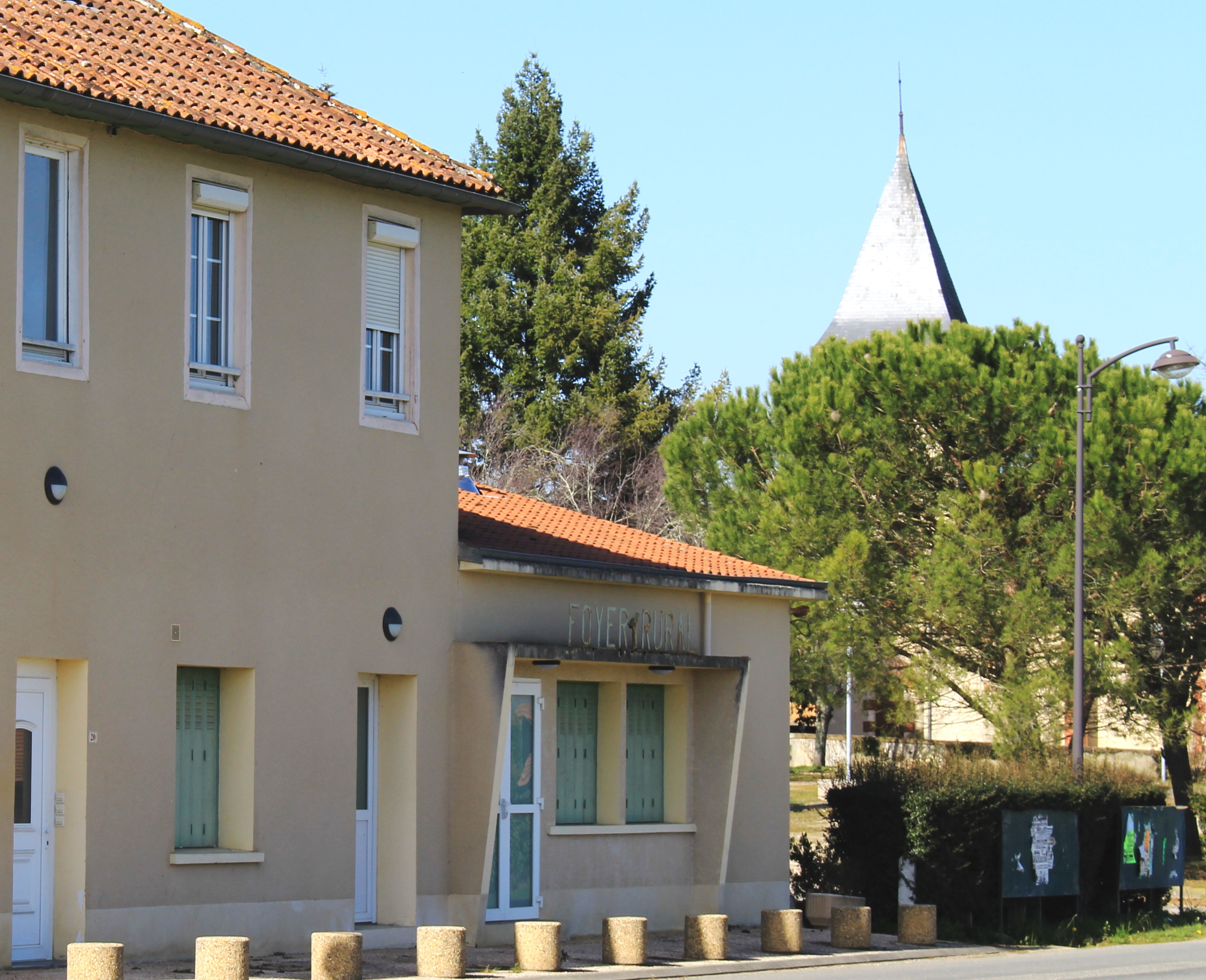
Le foyer rural en 2019

#### Historique administratif
Pays et sénéchaussée de Bigorre, quarteron de Tarbes (Lubret) et de Rabastens (Saint-Luc), baronnie de Saint-Luc, canton de Trie (depuis 1790). Saint-Luc et Lubret sont réunies en 1842.

#### Intercommunalité
Lubret-Saint-Luc appartient à la communauté de communes du Pays de Trie et du Magnoac créée en janvier 2017 et qui réunit 50 communes.

## Population et société

### Démographie

#### Évolution démographique
| 1793 | 1800 | 1806 | 1821 | 1831 | 1836 | 1841 | 1846 | 1851 |
| ---- | ---- | ---- | ---- | ---- | ---- | ---- | ---- | ---- |
| 130  | 87   | 151  | 116  | 146  | 162  | 394  | 423  | 332  |

| 1856 | 1861 | 1866 | 1876 | 1881 | 1886 | 1891 | 1896 | 1901 |
| ---- | ---- | ---- | ---- | ---- | ---- | ---- | ---- | ---- |
| 315  | 402  | 401  | 411  | 409  | 405  | 316  | 309  | 280  |

| 1906 | 1911 | 1921 | 1926 | 1931 | 1936 | 1946 | 1954 | 1962 |
| ---- | ---- | ---- | ---- | ---- | ---- | ---- | ---- | ---- |
| 216  | 190  | 175  | 163  | 150  | 145  | 137  | 115  | 102  |

| 1968 | 1975 | 1982 | 1990 | 1999 | 2006 | 2011 | 2016 | 2021 |
| ---- | ---- | ---- | ---- | ---- | ---- | ---- | ---- | ---- |
| 89   | 89   | 98   | 103  | 91   | 75   | 72   | 57   | 58   |

| 2022 | - | - | - | - | - | - | - | - |
| ---- | - | - | - | - | - | - | - | - |
| 61   | - | - | - | - | - | - | - | - |

### Enseignement
La commune dépend de l'académie de Toulouse. Elle ne dispose plus d'école en 2016.

## Économie

### Emploi
|                | 2008  | 2013  | 2018  |
| -------------- | ----- | ----- | ----- |
| Commune        | 6,5 % | 2,3 % | 4,5 % |
| Département    | 7,7 % | 9,4 % | 9,8 % |
| France entière | 8,3 % | 10 %  | 10 %  |

En 2018, la population âgée de 15 à 64 ans s'élève à 21 personnes, parmi lesquelles on compte 77,3 % d'actifs (72,7 % ayant un emploi et 4,5 % de chômeurs) et 22,7 % d'inactifs,. Depuis 2008, le taux de chômage communal (au sens du recensement) des 15-64 ans est inférieur à celui de la France et du département.
La commune est hors attraction des villes,. Elle compte 15 emplois en 2018, contre 18 en 2013 et 25 en 2008. Le nombre d'actifs ayant un emploi résidant dans la commune est de 18, soit un indicateur de concentration d'emploi de 85,5 % et un taux d'activité parmi les 15 ans ou plus de 37 %.
Sur ces 18 actifs de 15 ans ou plus ayant un emploi, 11 travaillent dans la commune, soit 63 % des habitants. Pour se rendre au travail, 47,4 % des habitants utilisent un véhicule personnel ou de fonction à quatre roues, 26,4 % s'y rendent en deux-roues, à vélo ou à pied et 26,3 % n'ont pas besoin de transport (travail au domicile).

## Culture locale et patrimoine

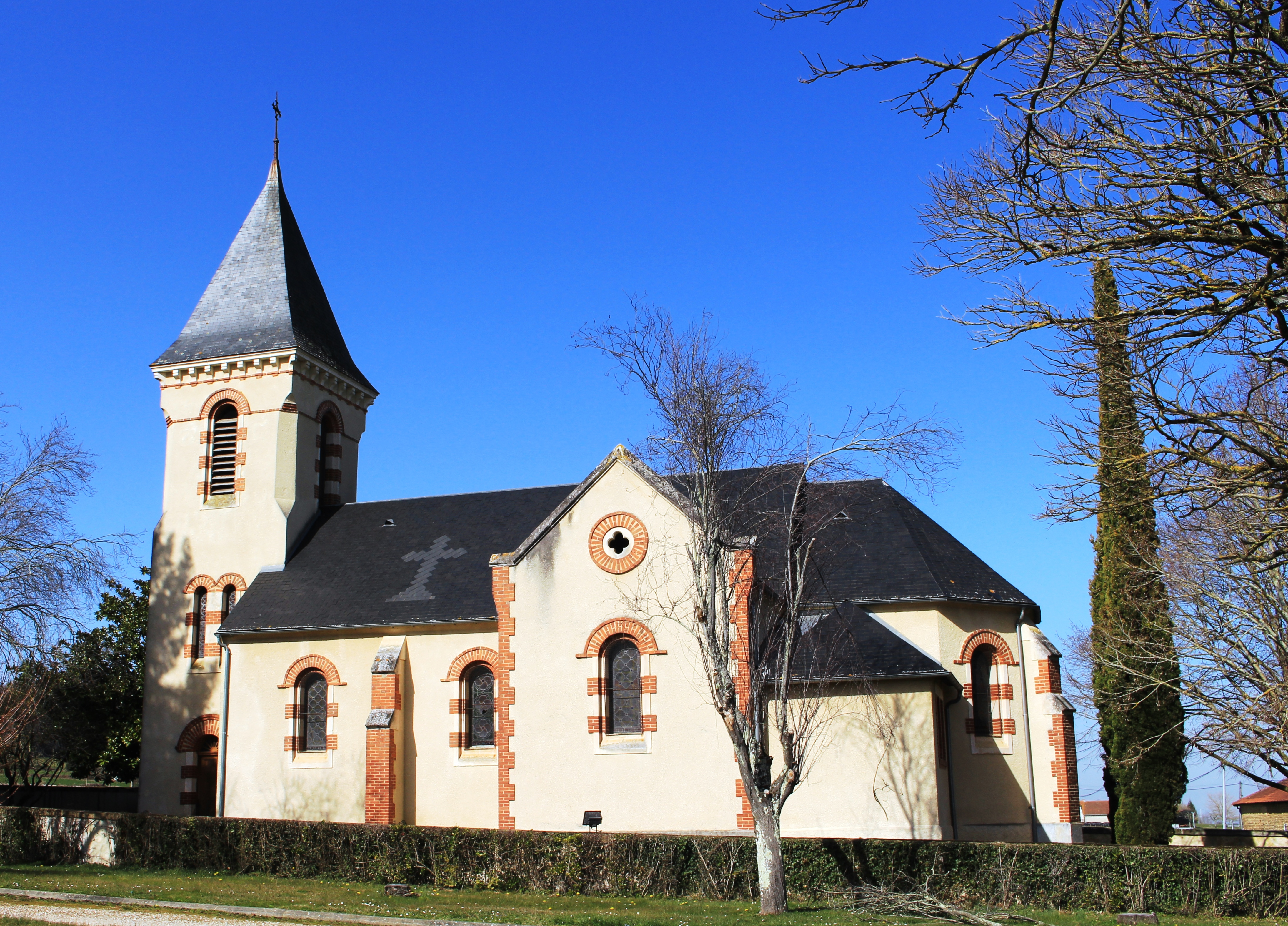
L'église Saint-Luc en 2019.

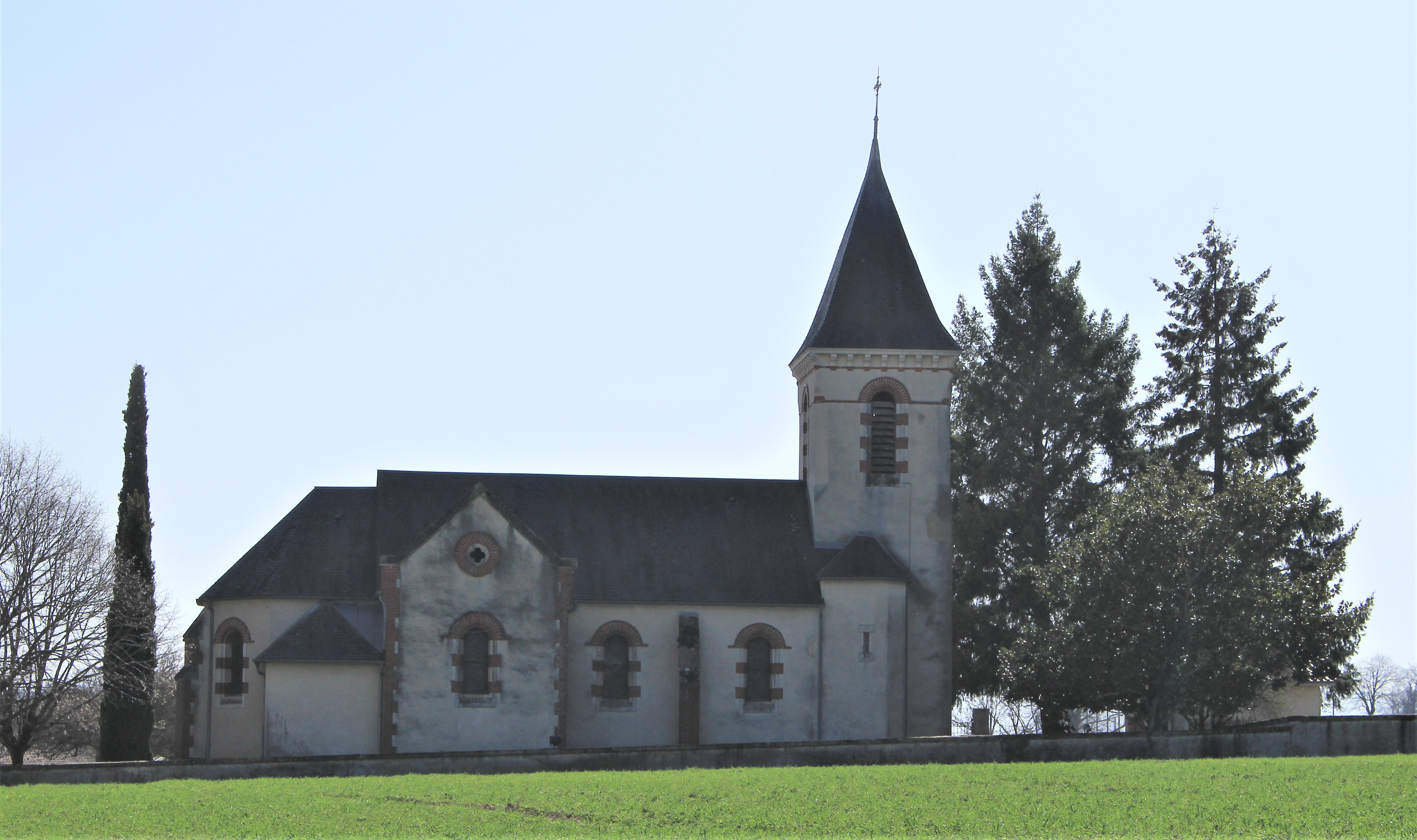
L'église.

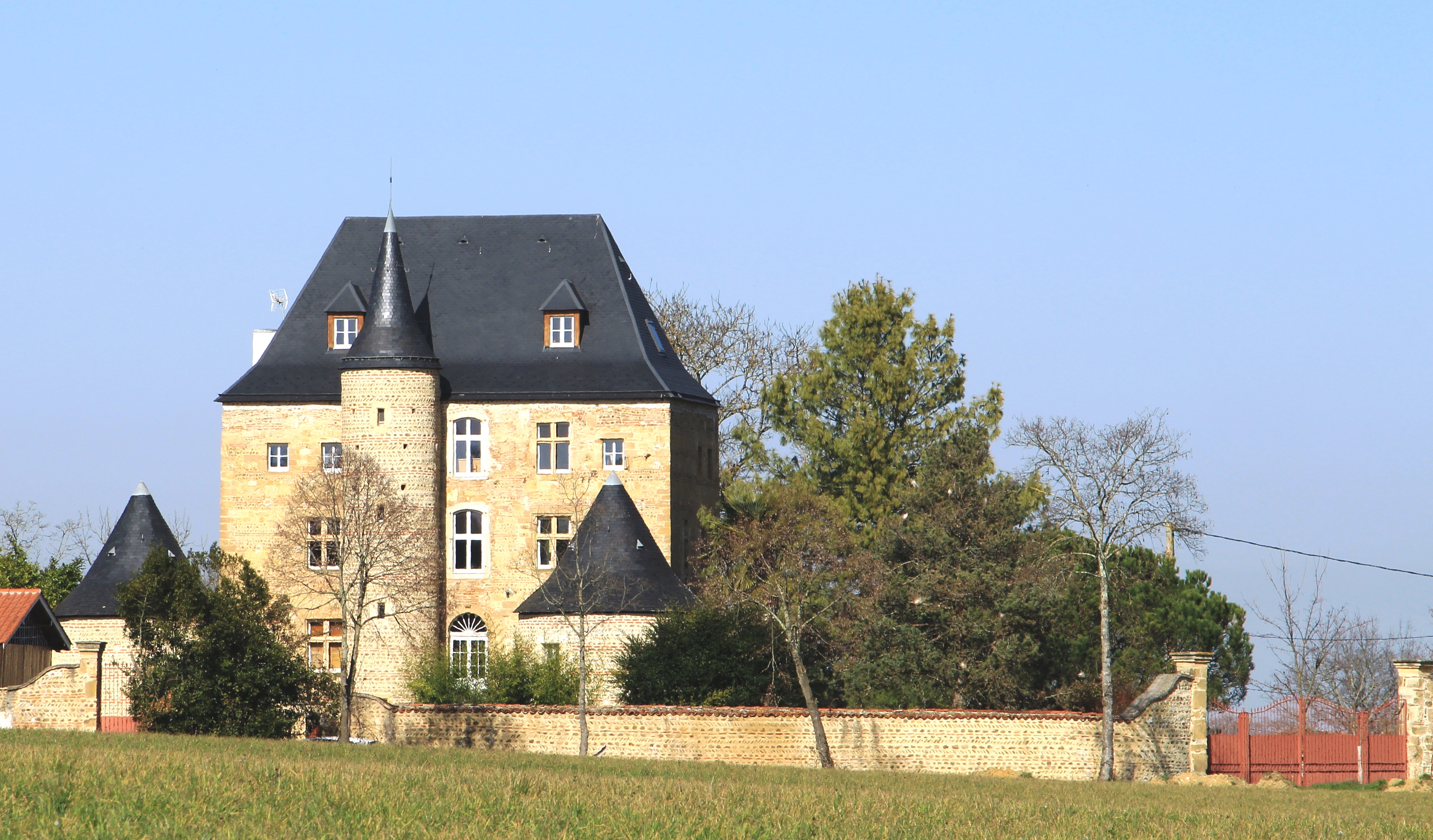
Le château.

### Lieux et monuments
- Église Saint-Luc de Lubret-Saint-Luc.
- Le château.

### Héraldique
| Blason | Blasonnement : Tranché : au premier d'azur à la croisette alésée d'argent, au second d'or à l'ours de sable passant sur une terrasse alésée de sinople. Commentaires : ce blason est officiel (vérifié auprès de la mairie). |